# Antonín Bartoň
Antonín Bartoň (* 12. Dezember 1908 in Vysoké nad Jizerou; † 9. September 1982 ebenda) war ein tschechoslowakischer Nordischer Kombinierer, Skilangläufer und Skispringer. Er nahm für die Tschechoslowakei 1932 an den Olympischen Winterspielen teil. 

## Karriere
Im Jahr 1930 nahm Antonín Bartoň an den Nordischen Skiweltmeisterschaften in Oslo teil und startete dort in der Nordischen Kombination und im Skispringen. Den Wettbewerb in der Nordischen Kombination beendete er nicht und im Skispringen belegte er einen der hinteren Plätze. Zudem gehörte er zum Team, welches bei der Militärpatrouille an den Start ging und dort die Bronzemedaille gewann. Bei den Nordischen Skiweltmeisterschaften 1931 in Oberhof ging er im Skispringen und im Langlauf an den Start. Im Skilanglauf über die 18 Kilometer belegte er zeitgleich mit dem deutschen Willy Bogner den zwölften Platz und im Skilanglauf über die 50 Kilometer den siebten Platz. Im Skispringen belegte er den 21. Platz.
Im Jahr 1932 qualifizierte er sich für die Olympischen Winterspiele im US-amerikanischen Lake Placid und durfte gemeinsam mit fünf weiteren Sportlern für die Tschechoslowakei teilnehmen. Bei der Eröffnungsfeier fungierte er als Fahnenträger. Im Skisprung-Wettbewerb belegte er den 21. Platz. Im Skilanglauf startete er sowohl über die 18 Kilometer als auch über die 50 Kilometer und konnte die Plätze 16 bzw. 10 belegen. Sein bestes Ergebnis erzielte er aber bei der Nordischen Kombination. Als bester Nicht-Skandinavier belegte er beim Vierfachsieg der Norweger den sechsten Platz. 
Die Nordischen Skiweltmeisterschaften 1933 wurde die erfolgreichsten für Antonín Bartoň. In Innsbruck gewann er in der Nordischen Kombination hinter dem Schweden Sven Selånger die Silbermedaille. Zudem bildete er mit František Šimůnek, Vladimír Novák und Cyril Musil eine von zwei tschechoslowakischen Skilanglaufstaffeln, und diese konnte hinter der schwedischen Staffel die Silbermedaille gewinnen. Letztmals nahm er an den Nordischen Skiweltmeisterschaften 1935 im heimischen Vysoké Tatry teil. Dort belegte er im Langlauf mit der tschechoslowakischen Staffel den fünften Platz.